# Vallenato
Il vallenato è un genere musicale caratteristico dello stato della Colombia. Il nome deriva dal suo luogo di origine, ovvero la "Valle", territorio in cui nacque. La valle a cui fa riferimento il nome è situata fra la Sierra Nevada de Santa Marta e la Serranía de Perijá, nel nord della Colombia.
Insieme con il cumbia, è un popolare genere folcloristico in Colombia. Proviene principalmente dalle regioni caraibiche della Colombia. Un brano molto noto del genere è La gota fría, composta da Emiliano Zuleta Baquero nel 1938. Uno dei migliori cantanti di questo genere musicale è Rafael Orozco Maestre.
Dal 2006 il genere musicale del vallenato è stato aggiunto come categoria dei Latin Grammy Awards.